# 貝克角 (斯科特海岸)
貝克角（英語：Baker Point），是南極洲的海岬，位於維多利亞地的斯科特海岸，處於新港的探險者灣入口處南部，由美國南極名稱諮詢委員命名，現時由南極條約體系管理。